# حارة بيت معياد (صنعاء)
حارة بيت معياد هي إحدى حارات حي السبعين بمديرية السبعين إحد مديريات العاصمة اليمنية صنعاء، بلغ تعداد سكانها 4312 نسمة حسب تعداد اليمن لعام 2004.